# Breslau-Schweidnitz-Freiburger Eisenbahn

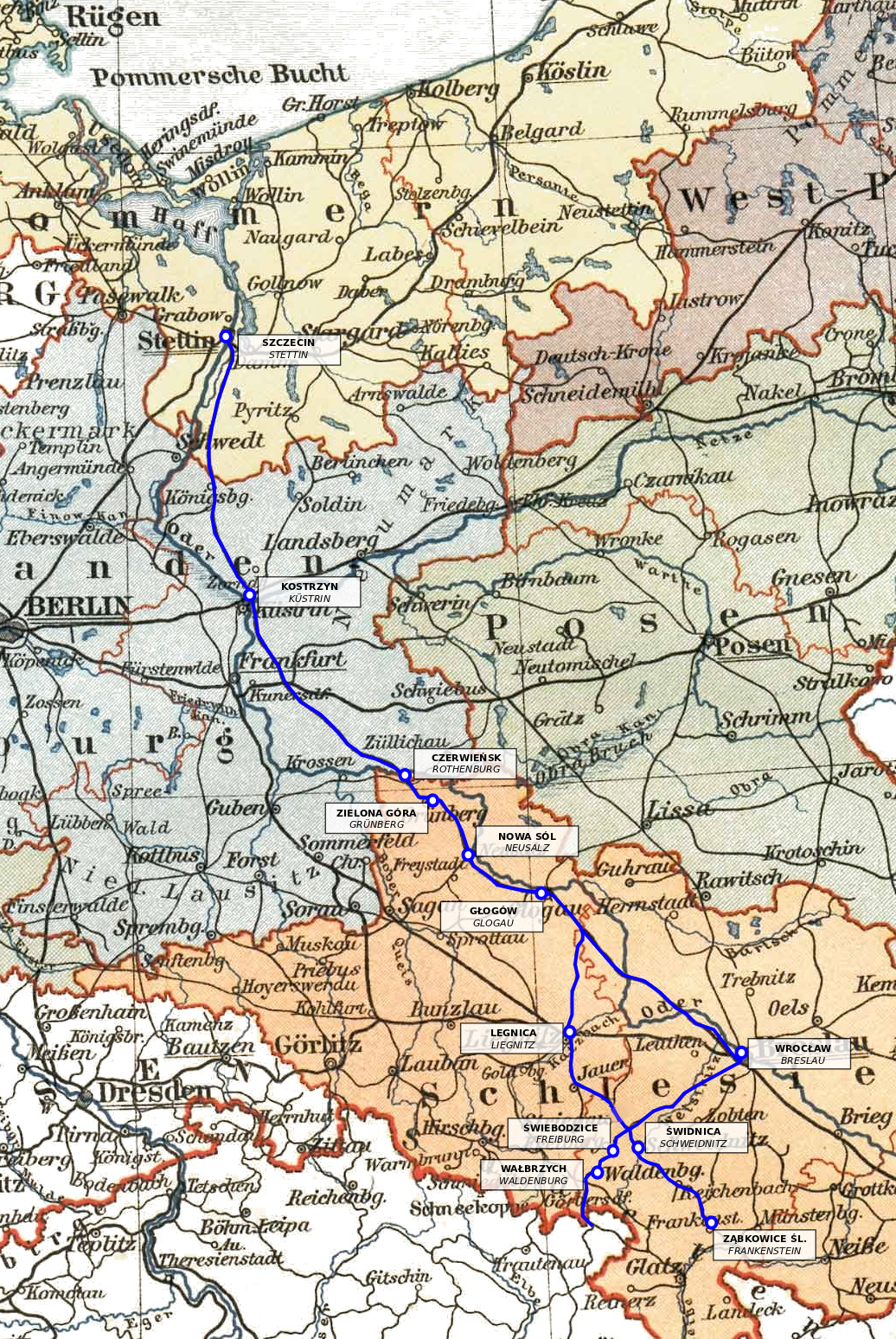
Breslau-Schweidnitz-Freiburger Eisenbahn-Gesellschaft

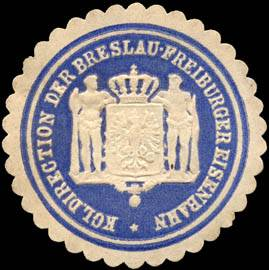
Siegelmarke Königliche Direction der Breslau-Freiburger Eisenbahn

Die Breslau-Schweidnitz-Freiburger Eisenbahn-Gesellschaft (BSF) war eine Eisenbahngesellschaft in Preußen. Sie wurde 1841 in Breslau gegründet und wuchs bis zu ihrer Verstaatlichung im Jahr 1884 zu einem bedeutenden Verkehrsunternehmen mit einem Schienennetz von 600 km Länge an.

## Geschichte

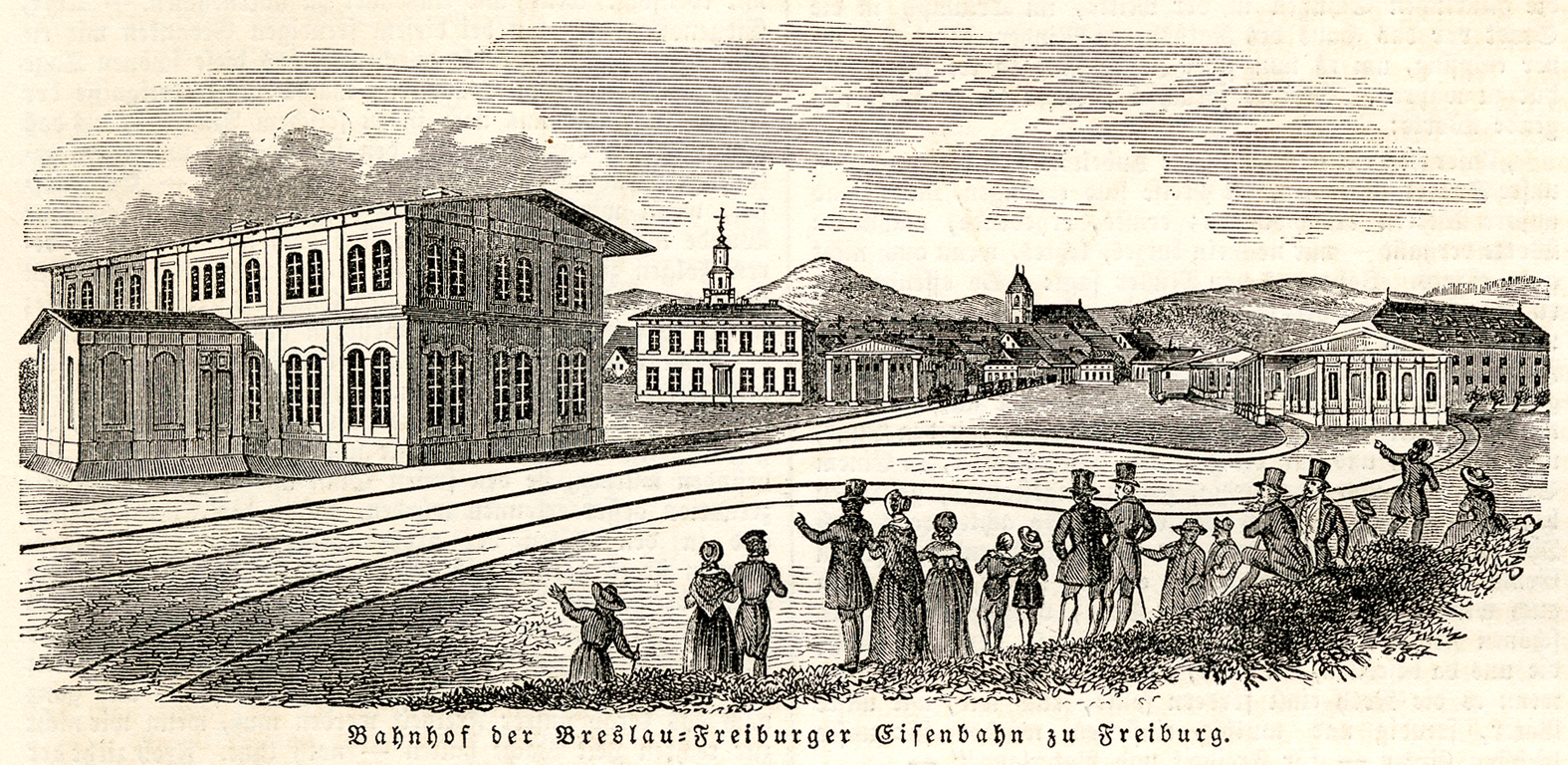
Der Bahnhof in Breslau, 1844

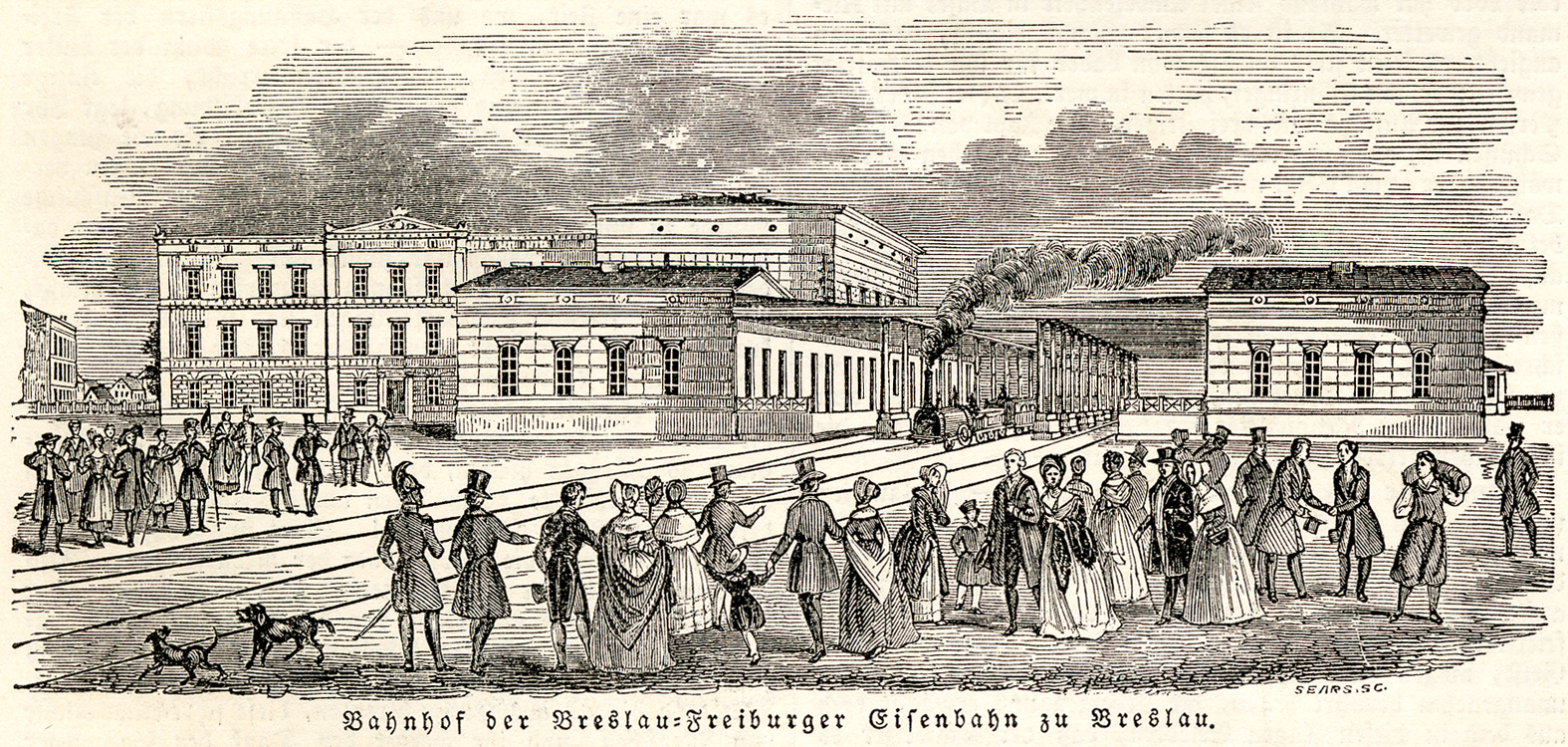
Der Bahnhof in Freiburg, 1844

Ausgangspunkt der ersten Strecke war der so entstandene Freiburger Bahnhof in Breslau, der Hauptstadt der preußischen Provinz Schlesien. Von hier konnte man ab 29. Oktober 1843 in südwestlicher Richtung bis zu der Kleinstadt Freiburg in Schlesien (58 km) am Fuße des Eulengebirges fahren.
Von der Zwischenstation Königszelt zweigte am 21. Juli 1844 eine 10 km lange Nebenbahn nach der bedeutenden Kreisstadt Schweidnitz ab. Die Stammstrecke erreichte erst am 1. März 1853 den Bahnhof Altwasser (70 km) im Waldenburger Kohlenrevier mit einem Gütergleis bis zum Wrangelschacht, während die Nebenstrecke am 24. November 1855 bis Reichenbach und am 1. November 1858 bis Frankenstein verlängert wurde und damit 50 km umfasste.
Weil der Weiterbau in südlicher Richtung durch die Oberschlesische Eisenbahn-Gesellschaft erschwert wurde, deren Pläne der Staat bevorzugte, legte man den Schwerpunkt auf die Ausdehnung nach Norden. Von Königszelt führte ab 16. Dezember 1856 zunächst eine 47 km lange Zweigbahn über Striegau und Jauer nach Liegnitz, dem Sitz einer Bezirksregierung. Schon am 1. Oktober 1871 kam mit fast 130 km Länge die Strecke Liegnitz – Raudten – Glogau hinzu, die dann der Oder abwärts bis Rothenburg an der Oder folgte. Von dort wurde in wenigen Jahren am 15. Mai 1877 die Hauptstadt der Provinz Pommern, die Hafenstadt Stettin an der Ostsee, erreicht. Diese 188 km lange Bahn war am 1. Mai 1874 bis Reppen, am 2. Januar 1875 bis Cüstrin Neustadt und am 16. November 1876 bis Königsberg in der Neumark in Betrieb genommen worden und hatte dabei drei preußische Provinzen durchquert. 
Dann trat eine längere Pause in der Bautätigkeit ein, bis sich nach der Reichsgründung in den siebziger Jahren des 19. Jahrhunderts das Netz der BSF von rund 145 km Länge fast vervierfachte, als es um weitere 435 km z. T. über die Grenzen der Provinz Schlesien hinaus anwuchs.
Eine wesentliche Verkürzung des Weges von Breslau nach Glogau bewirkte die Eröffnung der Strecke Breslau – Raudten (75 km) über Wohlau am 1. August 1874. Die Güterstrecke war als Kohlebahn für den Transport von Kohle sowie als Zufuhr für schwedisches Erz nach Oberschlesien wirtschaftlich interessant. Die Vollendung des Netzes brachte der wegen der starken Steigungen schwierige Bau der letzten BSF-Strecke von Nieder Salzbrunn im Waldenburger Bergland über Fellhammer nach Halbstadt in Böhmen (33 km), wo Anschluss an das Streckennetz der Österreichisch-ungarischen Staatseisenbahngesellschaft (StEG) bestand. Diese Verbindung nahm am 15. Mai 1877 den Betrieb auf. 1911 wurde die Strecke bereits als eine der ersten in Deutschland elektrifiziert.